# التاريخ العام لأفريقيا
التاريخ العام لأفريقيا (HGA) بالإنجليزية (General history of Africa) هو مشروع علمي من جزأين اضطلعت به اليونسكو في عام 1964م ويستمر حتى اليوم. في دورته الثالثة عشر، دعا المؤتمر العام لليونسكو المؤسسة (HGA) إلى القيام بهذه المبادرة في أعقاب الحاجة الملحة التي شعرت بها الدول الأفريقية الأعضاء المستقلة حديثا لاستعادة هويتها الثقافية التاريخية، ومعالجة الجهل العامي المنتشر حول الماضي الأفريقي للقارة، وأخيرا تحرير نفسها من القراءة الاستعمارية لتاريخهم.
أطلقت "المرحلة الأولى" في عام 1964م واكتملت في عام 1999م، وأسفرت عن كتابة ونشر كتاب "التاريخ العام لأفريقيا" المؤلف من 8 مجلدات، والذي سلط الضوء على التراث المشترك لشعوب القارة الأفريقية. بينما تركز "المرحلة الثانية"، التي بدأت في عام 2009م، على تطوير وتجديد تدريس التاريخ في البلدان الأعضاء في الاتحاد الأفريقي، وإنشاء مواد تعليمية مواكبة مخصصة للمدارس الابتدائية والثانوية على أساس المجلدات الثمانية للتاريخ العام من أفريقيا. ويهدف أيضًا إلى تعزيز وملائمة تدريس هذه المجموعة في المؤسسات العليا في جميع أنحاء القارة واستخدامها لمراجعة الكتب المدرسية في أفريقيا وفي جميع أنحاء العالم. الهدف المجمل من هاتين المرحلتين هو استعادة تفسير وكتابة التاريخ الأفريقي وإبراز مساهمة الثقافات الأفريقية الماضية والحالية في التاريخ العام للبشرية.

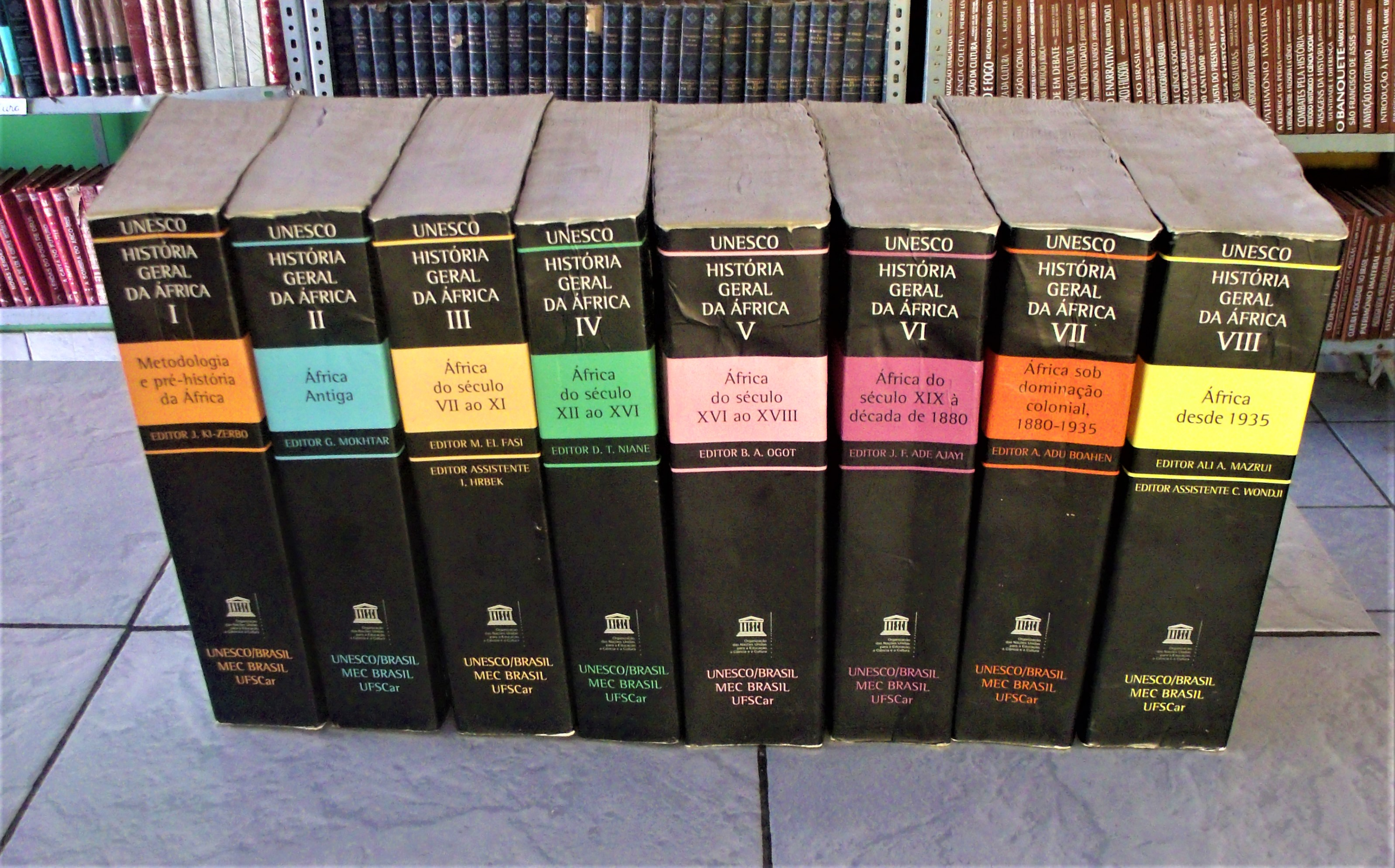
الطبعة باللغة البرتغالية أنتجت في البرازيل من قبل وزارة التعليم في عام 2010.

## تاريخ

اجتماع HGA، 1977

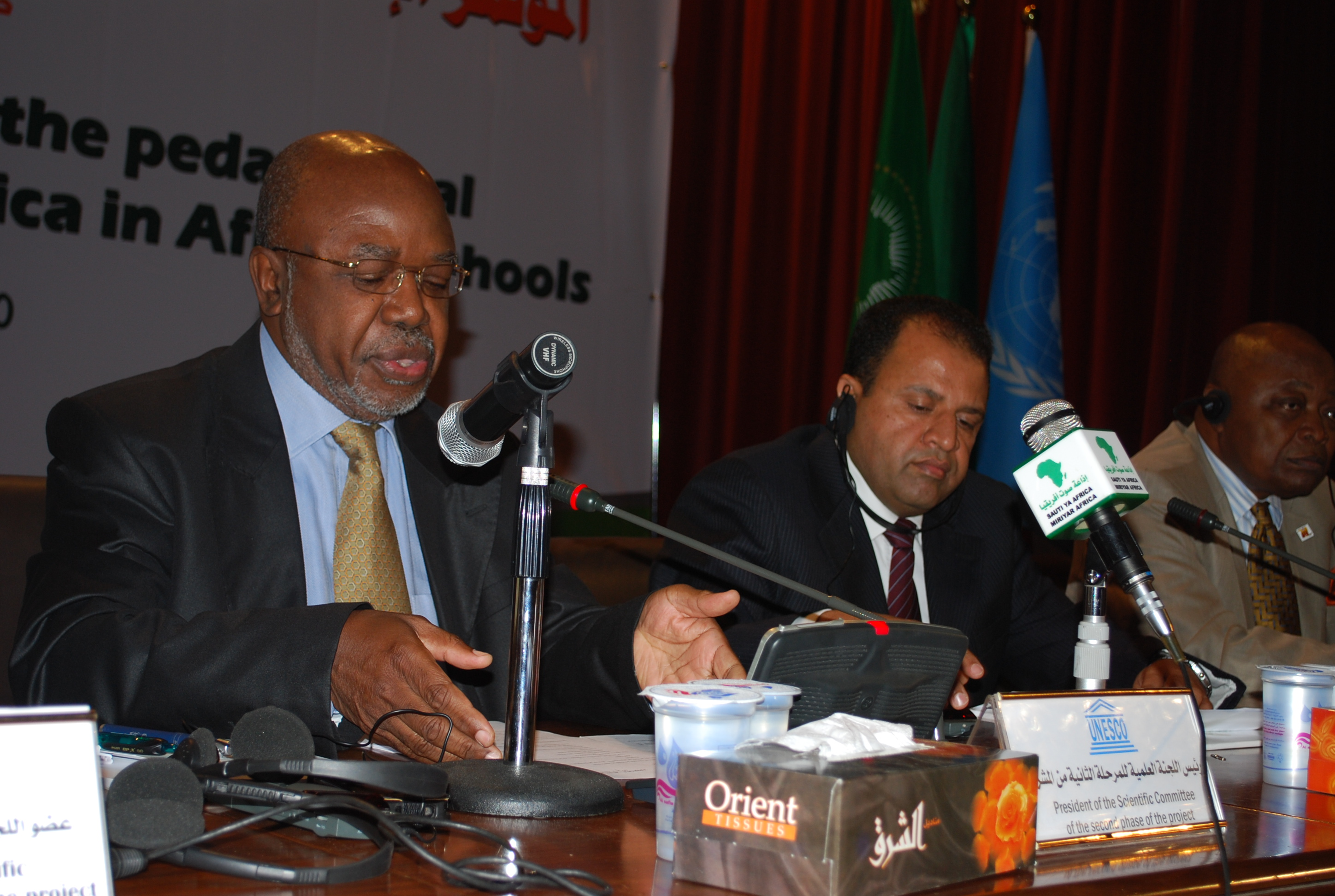
اجتماع اللجنة العلمية لـ HGA، 2010

يغطي هذا المشروع اثنتين من أولويات اليونسكو وهما «أفريقيا والتعليم». أفريقيا، من حيث التركيز على احتياجاتها التنموية الملحة على المستوى الوطني وتعزيز عملية التكامل الإقليمي، والتعليم، لأنه حق أساسي من حقوق الإنسان وأساس التنمية وإنشاء مجتمع مسؤول متكامل. وقد أعرب الأفارقة عن رغبتهم في «إنهاء الاستعمار» لتاريخ قارتهم ووضع حد للتحيزات المستمرة وإعادة إثبات الحقيقة حول ماضيهم وتاريخهم. وقد أخذ المشروع بعين الاعتبار أدوات التدريس المتطورة الحديثة مثل موارد الإنترنت ومنصات الوسائط المتعددة لجعله عملية تفاعلية تواكب العصر الحالي.
والمركزية التي ينطبق منها هذا المشروع أن أفريقيا لم تكن قط معزولة تماما عن بقية العالم، بل إنها استفادت دائما من التبادلات والتأثيرات المتبادلة تاريخيا مع آسيا والشرق الأوسط وأوروبا والأمريكتين. بينما شكلت في المقابل تجارة الرقيق والعبودية والاستعمار تأثير كبير على تفتيت القارة الأفريقية بدلا من توحيدها. وقد ساهم الشتات الأفريقي الناتج عن هذا بشكل كبير في خلق ثقافات ومجتمعات جديدة في العالم (كثقافة السود في أمريكا ). ويهدف المشروع التعليمي لتاريخ أفريقيا العام أساسا إلى تطوير برنامج الدراسة الذي يسلط الضوء على المساهمة الأفريقية في تقدم الإنسانية والقيم الأفريقية المشتركة في مختلف أنحاء العالم.
ومن هذا المنظور، فإن إنشاء الاتحاد الأفريقي وفلسفة التنمية للشراكة الجديدة من أجل تنمية أفريقيا (نيباد) قد وفرا حلولاً للتحديات الأفريقية من خلال توفير سياق جديد مناسب للتوجه السياسي وتوفير الأساس لتجديد الشراكة الأفريقية، من خلال تدريس التاريخ في جميع أنحاء القارة بمركزية محلية. وبالإضافة إلى ذلك شكلت خطة العمل للعقد الثاني لتطوير التعليم في أفريقيا (2006-2015م) مع التركيز على الارتباط بين التعليم والثقافة وجودة المحتوى التعليمي، لتشكيل إطارا ملائم لتحقيق المشروع على أكمل وجه.

تنص المادة 7 من ميثاق النهضة الثقافية الأفريقية الذي اعتمد في عام 2006م في قمة رؤساء الدول في الخرطوم على ما يلي: 

## المرحلة الأولى مابين 1964-1999م
بعد إنهاء الاستعمار في أوائل الستينيات، شعرت الدول الأفريقية بالحاجة القوية إلى فهم ماضيها وتعميق معرفتها بتراثها المشترك. ولذلك طلبوا من اليونسكو مساعدتهم والمبادرة في إعادة تأكيد وعيهم بهويتهم الثقافية وتعزيز هذا التطلع المشترك الرامي إلى تحقيق الوحدة الأفريقية. كان جزء من جهودهم هو مكافحة وجهة نظر معينة مفادها أن نقص المصادر المكتوبة جعل من الصعب دراسة التاريخ الأفريقي بجدية أو حتى إنتاجه بالكيفية الموضوعية المرجوة. وكان تحدي القراءة التقليدية للتاريخ ضروريا من أجل تقديم صورة أكثر دقة للقارة الأفريقية وتنوعها الثقافي ومساهمتها في التقدم العام للبشرية.
وهكذا خلال الدورة ال16 في سنة (1964م)، دعا المؤتمر العام لليونسكو مدير المؤسسة إلى تعزيز تطوير تاريخ عام لأفريقيا. وفي هذا الإطار تم إعداد وكتابة ونشر "التاريخ العام لأفريقيا" في ثمانية مجلدات بطبعة رئيسية باللغات الإنجليزية والفرنسية والعربية. تمت ترجمة منشورات إضافية إلى الصينية والبرتغالية والروسية والألمانية والإيطالية والإسبانية واليابانية. كما تم نشر اثنتي عشرة دراسة ووثيقة تتناول أسئلة وموضوعات معينة كجزء من هذا العمل بالإضافة إلى نسخة مختصرة من الطبعة الرئيسية باللغات الإنجليزية والفرنسية وثلاث لغات أفريقية (السواحيلية والهوسا والفولاني). يمثل هذا المشروع المذهل 35 عامًا من التعاون بين 350 متخصصًا من إفريقيا ومن جميع أنحاء العالم وشارك فيه أفضل الخبراء الأفارقة مثل الشيخ أنتا ديوب، وجوزيف كي زيربو، وتيوفيل أوبينجا، وعلي المزروعي، وجمال مختار، وبيثويل آلان. أوغوت..، الخ.
كان الاهتمام الرئيسي للمرحلة الأولى هو توفير منظور ثقافي ذو صلة يعتمد على نهج متعدد التخصصات وتعميق تاريخ الأفكار والحضارات والمجتمعات والمؤسسات. ومن هذا المنطلق كان من المتصور تعزيز وجهة نظر أفريقية باستخدام المصادر الأفريقية، مثل التقاليد الشفهية والثروة الفنية وتاريخ الأفكار. وقد تم تبني نهج القارة الأفريقية ككل من أجل تجنب الانقسام الذي يحدث في كثير من الأحيان بين شمال أفريقيا ومنطقة جنوب الصحراء الكبرى في أفريقيا . ويتضح هذا التغيير في المنظور من خلال عدد كبير من الخبراء الأفارقة المشهورين الذين ساهموا في هذا المشروع كأعضاء في اللجنة العلمية الدولية أو محررين أو مؤلفين.
ولمعالجة هذه المهمة، التي أصبحت معقدة وصعبة بسبب تنوع المصادر وتشتت الوثائق بشكل كبير، شرعت اليونسكو في المضي قدمًا على مراحل متدرجة ؛ تتكون المرحلة الأولى الممتدة (من 1965 إلى 1969م) من جمع الوثائق وتخطيط العمل، كما عُقدت اجتماعات عديدة وتم تنفيذ حملات في المناطق لجمع التقاليد الشفهية وإنشاء مراكز توثيق إقليمية. بالإضافة إلى ذلك تم القيام بالعديد من الأنشطة الأخرى مثل إدراج مجموعة المخطوطات غير المنشورة باللغتين العربية والعجمية (مخطوطات مكتوبة باللغة الأفريقية بالأبجدية العربية) أو تجميع قوائم الجرد الأرشيفية وإعداد دليل المصادر عن تاريخ أفريقيا، تم اختياره من أرشيفات ومكتبات الدول الأوروبية والآسيوية وتم نشره بعد ذلك في تسعة مجلدات.
تم تخصيص المرحلة الثانية الممتدة (من 1969 إلى 1971م) للتفكير في المسائل الجوهرية والمنهجية المعقدة التي نشأت أثناء تجميع التاريخ العام لأفريقيا. وتقرر بناء على ذالظ أن يغطي المؤلف ثلاثة ملايين سنة من التاريخ الأفريقي، في ثمانية مجلدات، منشورة باللغات الإنجليزية والعربية والفرنسية والإفريقية مثل السواحيلية أو الهوسا أو الفولاني.
أما المرحلة الأخيرة الممتدة (من 1971 إلى 1999م) فقد شملت كتابة المجلدات ونشرها. فبدأ ذلك بإنشاء لجنة علمية دولية للتأكد من الطابع الفكري والعلمي للعمل والإشراف على كتابته ونشره. ونظمت اليونسكو خلال هذه الفترة مؤتمرات وندوات علمية حول موضوعات مرتبطة بتاريخ أفريقيا، أشرف على معظمها باحثون متخصصون أبرزهم البروفيسور الشيخ أنتا ديوب الذي قبلت أطروحته حول سكان مصر الفرعونية. ونشرت نتائج هذه اللقاءات في سلسلة مؤلفات بعنوان " دراسات ووثائق اليونسكو – التاريخ العام لأفريقيا ". وتم نشر 12 دراسة تغطي مجموعة واسعة من المواضيع بما في ذلك تجارة الرقيق، والعلاقات بين أفريقيا والعالم العربي، والعلاقات بين أفريقيا والمحيط الهندي، فضلا عن دور المرأة والشباب.
وقد تم تطوير كل هذا مع الأخذ بالاعتبار دور التاريخ في بناء الهوية وفي فهم الروابط المشتركة التي تكمن وراء التنوع الثقافي لكل منطقة تأكيدا لأحد الأهداف التي وضعها في البداية المبادرون للجمعية العامة لتاريخ أفريقيا. وبعد الإنتهاء في مارس 2009م وبالتعاون مع مفوضية الاتحاد الأفريقي، أطلقت اليونسكو المرحلة الثانية من مشروع HGA، وهو مشروع حول "الاستخدام التعليمي للتاريخ العام لأفريقيا".

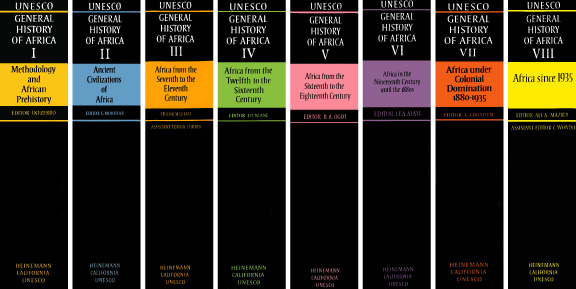
المجلدات الثمانية من تاريخ أفريقيا العام

## المرحلة الثانية من 2009 حتى الآن
وفي عام 2009م أطلقت اليونسكو المرحلة الثانية من المشروع التي تركز على تنفيذ " الاستخدام التعليمي للتاريخ العام لأفريقيا ". وتندرج هذه المرحلة، التي تشكل أولوية في التعاون بين اليونسكو والاتحاد الأفريقي، في إطار خطة العمل للعقد الثاني لتطوير التعليم في أفريقيا (2006-2015م). وتهذف إلى تقوية العلاقة بين التعليم والثقافة وتعزيز جودة المحتوى التعليمي وتوفيره على موارد الإنترنت أو غيرها من المواد السمعية والبصرية المتطورة، وذالك بناءً على توصيات اجتماعات الخبراء المختلفة التي نظمتها اليونسكو.
ومن أجل تنفيذ المرحلة الثانية من المشروع بنجاح، كان على اليونسكو أن تحصل على مصادقة من مختلف المؤسسات الأفريقية وأصحاب المصلحة بما في ذلك ممثلو وزارات التعليم والجمعيات المهنية المختلفة التي تجمع بين المؤرخين ومعلمي التاريخ، خلال اجتماع الكوميداف في نونبر 2009م، أبدى الوزراء الأفارقة دعمهم للمشروع ودعوا إلى الطوعية السياسية للاتحاد الأفريقي. ويعد التعاون المستمر بين مفوضية الاتحاد الأفريقي واليونسكو ضروريا لتسهيل تنفيذ المشروع.

### الأهداف

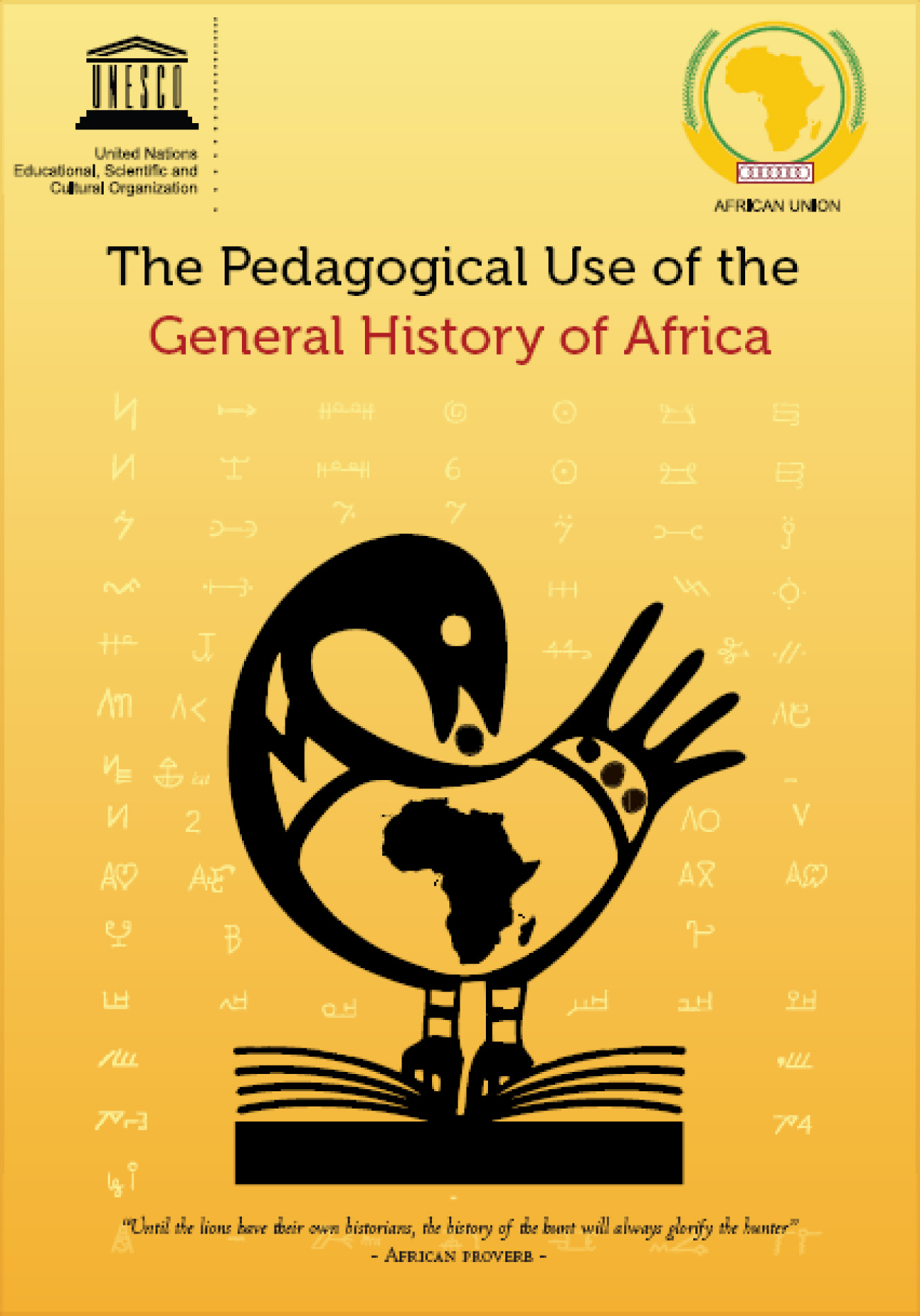
كتيب عن الاستخدام التعليمي لتاريخ أفريقيا العام

الهدف الرئيسي للمرحلة الثانية كان بعنوان "الاستخدام التربوي للتاريخ العام لأفريقيا" وغرضه المساهمة في تجديد تدريس التاريخ على أساس منهج « التاريخ العام لأفريقيا» في الدول الأعضاء في الاتحاد الأفريقي وبالتالي تعزيز التاريخ الأفريقي العام كعملية لتحقيق التكامل الإقليمي وبشكل أكثر تحديدا، يهدف هذا المشروع كما خط له إلى :
- تطوير محتوى مشترك للمرحلتين الابتدائية والثانوية للفئات العمرية الثلاث المختارة (أقل من 12 سنة، و13-16 سنة، ومابين 17-19 سنة)، استناداً إلى أطلس تاريخي وقرص تعليمي مدمج، بحيث يكون المحتوى قادراً على الوصول إلى الثلاميذ المعنيين.
- تحسين تدريب المعلمين في ضوء أحدث الاكتشافات التاريخية والتقدم في منهجيات وطرق تدريس التاريخ. ووضع دليل للمعلم وتحديد مبادئ توجيهية لتعزيز تدريب معلمي المدارس الابتدائية والثانوية ؛
- تعزيز وترقية تدريس التاريخ العام لأفريقيا في الجامعات الأفريقية.

### التنفيذ
ومن أجل تنفيذ المشروع، أنشأت اليونسكو لجنة علمية مكونة من عشرة أعضاء، من المناطق الفرعية الخمس للقارة، مسؤولة عن التوجه العلمي والفكري للمشروع. وتم تعيين أعضاء اللجنة من قبل المدير العام لليونسكو في فبراير 2009م بعد سلسلة من المشاورات التي عقدت بين مختلف الشركاء وأصحاب المصلحة بما في ذلك الاتحاد الأفريقي، والمجموعة الأفريقية لليونسكو، والبلد الممول، ورابطة المؤرخين الأفارقة (AHA) )، والرابطة الدولية للمؤرخين وأعضاء اللجنة العلمية الدولية السابقة التي تم تشكيلها للمرحلة الأولى من المشروع.
وهؤلاء الأعضاء هم تحديدا : البروفيسور علاء الدين شاهين ( مصر )، البروفيسور الطيب البهلول ( ليبيا )، البروفيسور سيفيسو ندلوفو ( جنوب أفريقيا )، البروفيسور أماكوبي فلوريدا كاراني ( كينيا )، البروفيسور آدم با كوناري ( مالي )، البروفيسور جان ميشيل مابيكو- تالي (الكونغو)، والبروفيسور ليلي مافيلا ( بوتسوانا )، والبروفيسور إليكيا مبوكولو ( جمهورية الكونغو الديمقراطية )، والبروفيسور مامادو ندوي ( السنغال )، والبروفيسور باهرو زودي ( إثيوبيا ).
تم إختيار الأعضاء المذكورين أعلاه في 24 فبراير 2009م، كجزء من منتدى للمنظمات الإقليمية ودون الإقليمية في أفريقيا لدعم التعاون بين اليونسكو والشراكة الجديدة لتنمية أفريقيا التي عقدت في طرابلس ( ليبيا ) في 24 فبراير 2009م. ونظمت اليونسكو اجتماعا للمتخصصين يومي 16 و 17 مارس سنة 2009م  لمناقشة سبل المضي قدما في تنفيذ المشروع. وتلا هذا الاجتماع مباشرة الاجتماع الأول للجنة العلمية الذي انعقد في الفترة من 20 مارس 2009م .

### أهم التطورات منذ إطلاق المرحلة الثانية

#### تنظيم اجتماع للمتخصصين
نظمت اليونسكو يومي 16 و17 مارس سنة 2009م اجتماعًا للمتخصصين ضم 35 خبيرًا من مختلف المناطق الفرعية للقارة الأفريقية، بما في ذلك أعضاء اللجنة العلمية الدولية السابقة للمرحلة الأولى من HGA، ومحرري ومؤلفي مجلدات كتاب «التاريخ العام لأفريقيا»، وممثلو المنظمات من المناطق الفرعية الأفريقية وغير ذالك. وناقش الخبراء خلال الاجتماع المنهجية المقترحة لتنفيذ المشروع وقدموا توصيات ملموسة إلى اللجنة العلمية.

## المجموعة
ستتم إضافة ثلاثة مجلدات أخرى إلى المجلدات الثمانية الأولى لاستكمال المجموعة وتحديثها:
- المجلد الأول – المنهجية وعصور ما قبل التاريخ الأفريقي (893 صفحة للطبعة الفرنسية) .
- المجلد الثاني – أفريقيا القديمة (925 صفحة) .
- المجلد الثالث - أفريقيا في VII السابع في الحادي عشر القرن (954 صفحة) .
- المجلد الرابع - أفريقيا في XII الثاني عشر في السادس عشر القرن (811 صفحة) .
- المجلد الخامس – أفريقيا في XVI السادس عشر في القرن الثامن عشر القرن (1045 صفحة).
- المجلد السادس – أفريقيا في XIX التاسع عشر القرن حتى ثمانينيات القرن التاسع عشر (936 صفحة) .
- المجلد السابع – أفريقيا تحت السيطرة الاستعمارية 1880-1935م (937 صفحة) .
- المجلد الثامن – أفريقيا منذ عام 1935م (1190 صفحة).
- المجلد التاسع : يجب أن يتضمن هذا المجلد تحديثًا للمجلدات السابقة بناءً على تطور المعرفة الناتجة عن البحث؛ومن طموحاتها تقديم منظور جديد على المدى الطويل لأفريقيا.[13]
- مقدار : بحسب اليونسكو « يتيح لنا هذا المجلد أن نراقب بشكل نقدي ديناميكيات العلاقات بين أفريقيا ومغتربيها، والتحركات بين أفريقيا وبقية العالم، والطريقة التي تتواصل بها أفريقيا مع بقية العالم. وهي تضع في مركز منظورها المفهوم المبتكر لأفريقيا العالمية. بتجاوز الإطار الأطلسي البسيط، تعتمد المساهمات على نظريات معرفية جديدة وممارسات تاريخية مثل دراسة السيرة الذاتية لفهم تاريخ الشتات من الداخل. ».[12]
- المجلد الحادي عشر : بحسب اليونسكو « يتناول هذا المجلد القضايا المعاصرة لأفريقيا ومغتربيها في جميع أنحاء العالم. ومن ثم فهو يقدم منظورا نقديا، من وجهة نظر أفريقيا العالمية، ويعرضها كعنصر فاعل في التحول الكامل. إن مكانة المرأة، ودور الشباب، والإبداع، وإنتاج المعرفة، والتغيرات السياسية، كلها موضوعات مركزية لمستقبل أفريقيا ومغتربيها والتي تشكل قلب تحليل هذا الكتاب ».[12]

بالإضافة إلى هذه النسخة الفرنسية الكاملة ذات الغلاف الورقي، هناك إصدارات باللغات البرتغالية والعربية والصينية والإنجليزية والإسبانية والإيطالية واليابانية، بالإضافة إلى إصدارات مختصرة باللغة السواحيلية والفرنسية والإنجليزية والإصدارات الرقمية المتاحة للتنزيل .

## الملاحظات والمراجع
1. 1 2 3 4 5 6 7 8  وصلة مرجع: https://unesdoc.unesco.org/ark:/48223/pf0000190249.
2. ↑  وصلة مرجع: https://en.unesco.org/general-history-africa.
3. ↑  Maurel, Chloé (3 Oct 2014). "L'histoire générale de l'Afrique de l'Unesco". Cahiers d’études africaines (بالفرنسية) (215): 715–737. DOI:10.4000/etudesafricaines.17812. ISSN:0008-0055. Archived from the original on 2024-08-27.
4. ↑  unesdoc.unesco.org http://web.archive.org/web/20241008101812/https://unesdoc.unesco.org/ark:/48223/pf0000234088_fre.locale=fr. مؤرشف من الأصل في 2024-10-08. اطلع عليه بتاريخ 2024-10-08. {{استشهاد ويب}}: الوسيط |title= غير موجود أو فارغ (مساعدة)
5. ↑  Maurel، Chloé (2014). "L'histoire "générale de l'Afrique" de l'Unesco: Un projet de coopération intellectuelle transnationale d'esprit afro-centré (1964-1999)". Cahiers d'Études Africaines. ج. 54 ع. 215: 715–737. ISSN:0008-0055. مؤرشف من الأصل في 2024-10-08.
6. ↑  unesdoc.unesco.org https://web.archive.org/web/20231202073135/https://unesdoc.unesco.org/ark:/48223/pf0000188292_eng. مؤرشف من الأصل في 2023-12-02. اطلع عليه بتاريخ 2024-10-08. {{استشهاد ويب}}: الوسيط |title= غير موجود أو فارغ (مساعدة)
7. ↑  unesdoc.unesco.org https://web.archive.org/web/20241008102243/https://unesdoc.unesco.org/ark:/48223/pf0000183933_eng. مؤرشف من الأصل في 2024-10-08. اطلع عليه بتاريخ 2024-10-08. {{استشهاد ويب}}: الوسيط |title= غير موجود أو فارغ (مساعدة)
8. ↑  Rapporté par le Directeur général chargé de l’exécution du programme (34/C5) (1الأول {{{1}}} janvier 2008-30 juin 2009) Coordination et contrôle de l’action envers l’Afrique. Rapporté le 11 janvier 2011.
9. ↑  unesdoc.unesco.org https://web.archive.org/web/20231202073138/https://unesdoc.unesco.org/ark:/48223/pf0000184048_eng. مؤرشف من الأصل في 2023-12-02. اطلع عليه بتاريخ 2024-10-08. {{استشهاد ويب}}: الوسيط |title= غير موجود أو فارغ (مساعدة)
10. ↑  Réunion d’experts sur l’utilisation pédagogique de l’Histoire générale de l’Afrique. UNESCO, 16-17 mars 2009. Rapporté le 11 janvier 2011. نسخة محفوظة 2024-10-08 على موقع واي باك مشين.
11. ↑  "General history of Africa". UNESCO. مؤرشف من الأصل في 2024-10-08.
12. 1 2 3  UNESCO (25 Mar 2019). "Histoire générale de l'Afrique". UNESCO (بالفرنسية). Archived from the original on 2024-10-08. Retrieved 2021-04-12.
13. ↑  UNESCO (25 Mar 2019). "Histoire générale de l'Afrique". UNESCO (بالفرنسية). Archived from the original on 2024-10-08. Retrieved 2021-04-12.